# Velma Middleton
Velma Middleton (Holdenville, 1º settembre 1917 – Freetown, 10 febbraio 1961) è stata una cantante ed intrattenitrice jazz statunitense, che ha cantato con le big band e piccoli gruppi di Louis Armstrong dal 1942 fino alla sua morte.

## Biografia
Velma Middleton nacque a Holdenville, Oklahoma e si trasferì con i suoi genitori a Saint Louis, Missouri. Ha iniziato la sua carriera come corista e ballerina e per tutta la sua carriera ha eseguito spaccate acrobatiche sul palco. Dopo aver lavorato come solista e aver cantato con Connie McLean e la sua Rhythm Orchestra in un tour di Sudamerica, si unì alla big band di Louis Armstrong nel 1942 e apparve con lui in "soundies".
Quando l'orchestra di Armstrong si sciolse nel 1947, la Middleton si unì alla sua All-Stars, un gruppo più piccolo. È stata spesso usata per le scene umoristiche, come per i duetti con Armstrong su "That’s My Desire" e "Baby, It's Cold Outside", e ha recitato occasionalmente. Registrò anche otto brani come cantante solista per la Dootone Records nel 1948 e nel 1951. Sebbene non fosse molto elogiata per la sua voce, descritta dal critico Scott Yanow come "nella media ma ragionevolmente gradevole e di buon umore", Armstrong la considerava un'importante cantante e parte integrante del suo spettacolo.
Si esibì il 7 giugno 1953 con Louis Armstrong e i suoi All Stars per il famoso nono concerto Cavalcade of Jazz tenuto al Wrigley Field di Los Angeles, prodotto da Leon Hefflin Sr. Quel giorno erano presenti anche Don Tosti e i suoi Mexican Jazzmen, Roy Brown e la sua Orchestra, Shorty Rogers, Earl Bostic e Nat "King" Cole.
Mentre era in tour con Armstrong in Sierra Leone nel gennaio 1961, la Middleton subì un ictus e morì il mese successivo in un ospedale di Freetown.
Il musicista Barney Bigard criticò Armstrong e il manager Joe Glaser per aver rifiutato, dopo che la Middleton si era ammalata, di organizzare il suo trasferimento in un paese con migliori strutture sanitarie.

## Galleria d'immagini

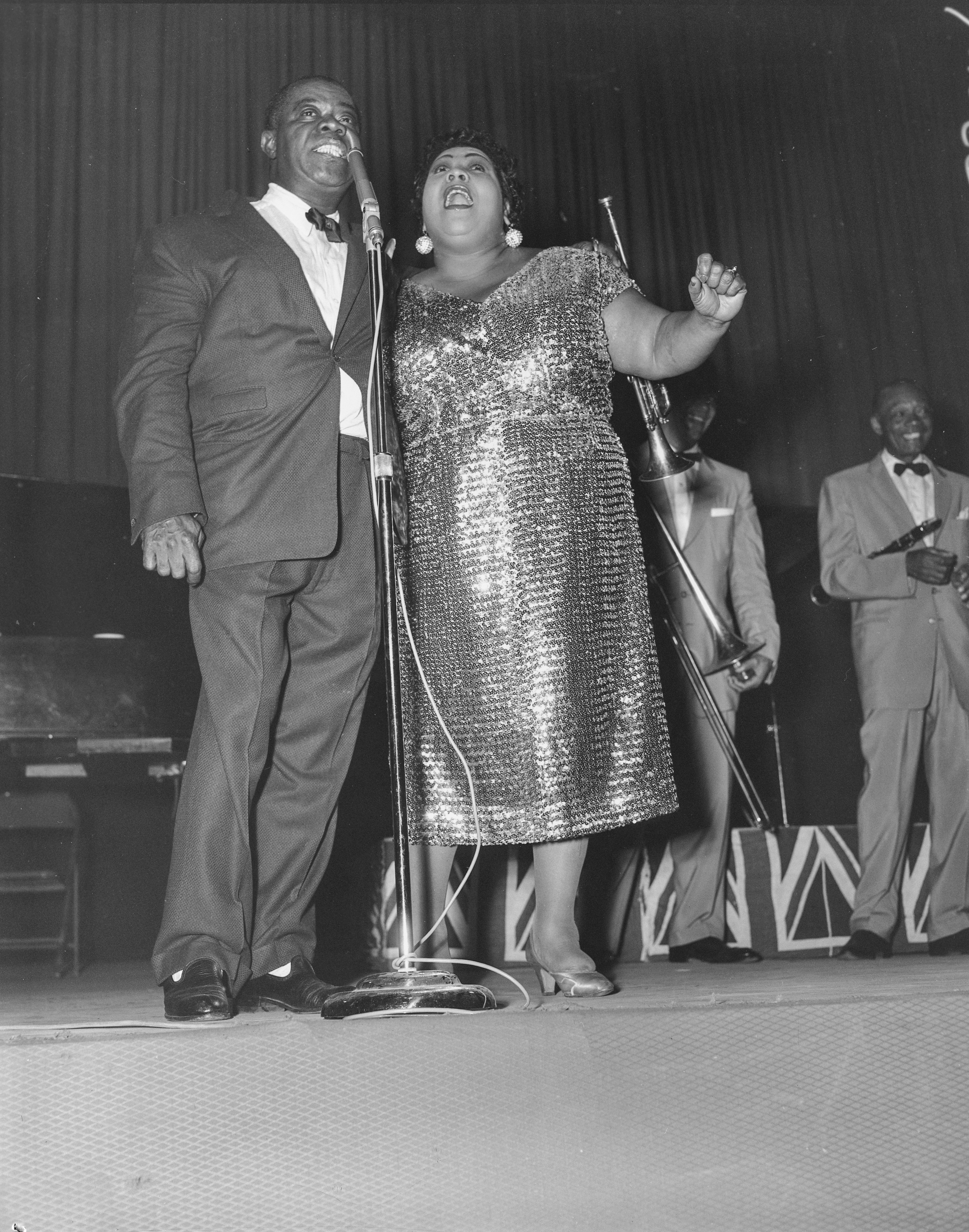
Louis Armstrong and the All-Stars - Edmonton Gardens 1957
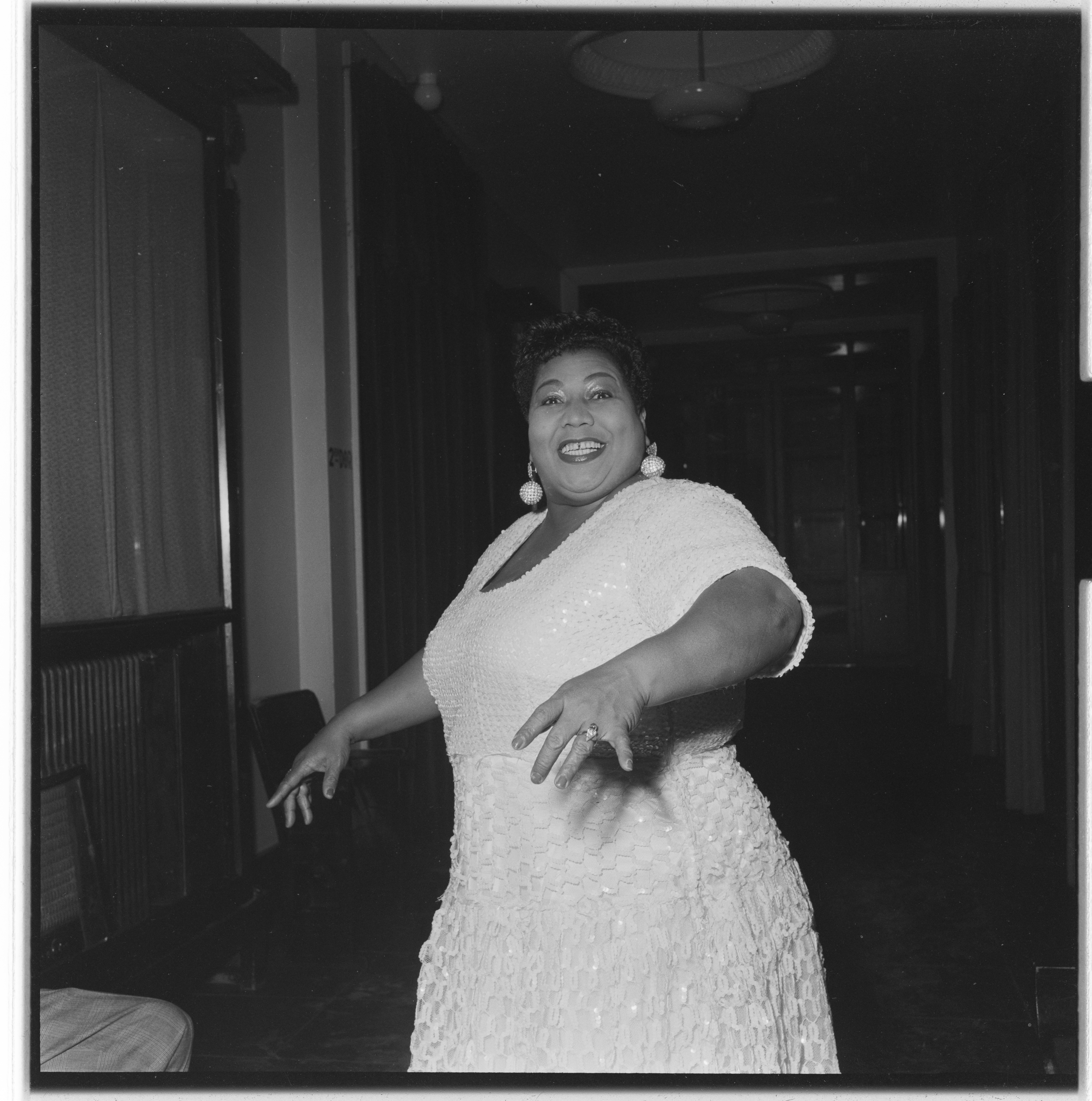
Louis Armstrong a Oslo e concerti, 1955.
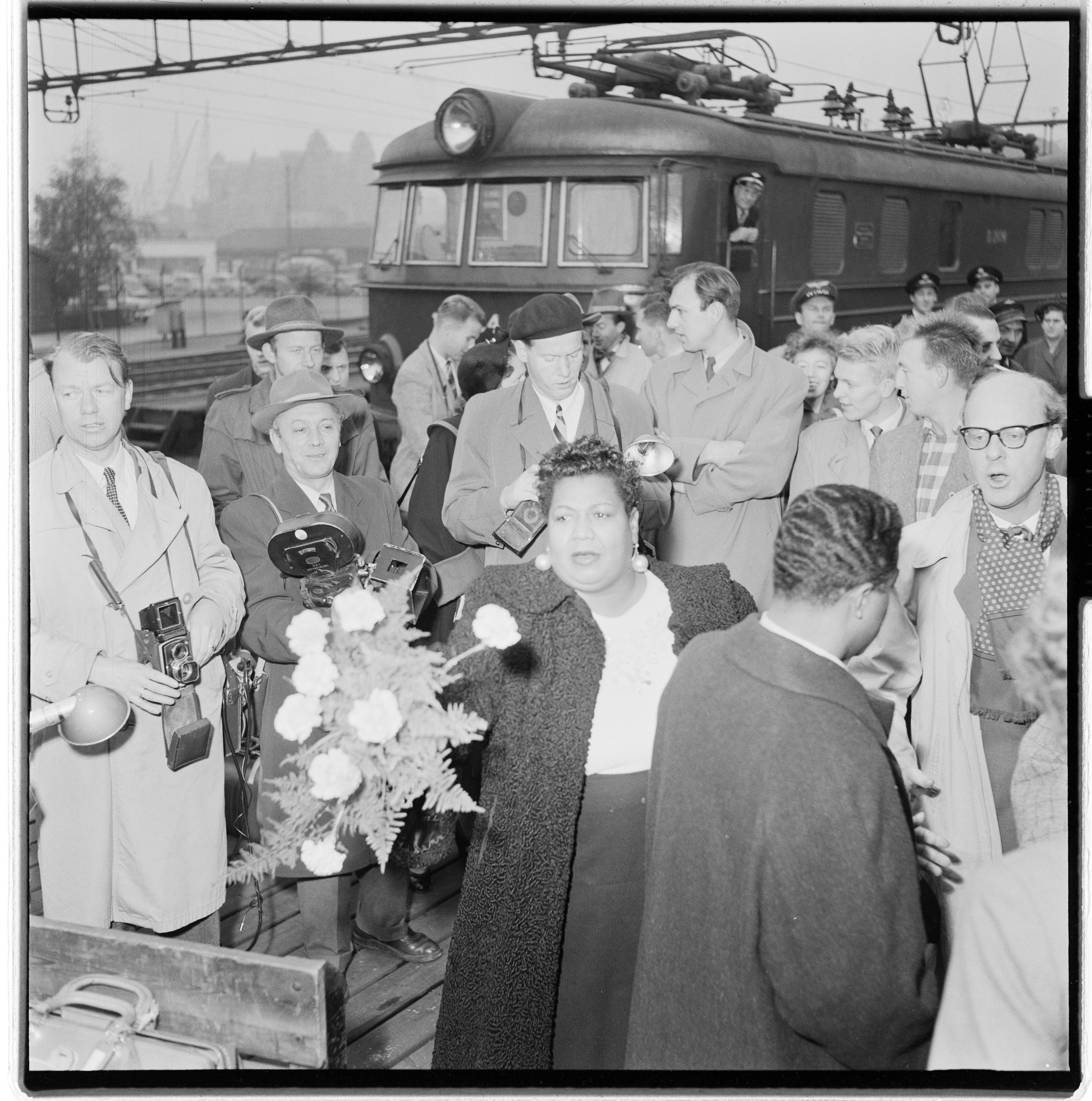
Louis Armstrong a Oslo e concerti, 1955.
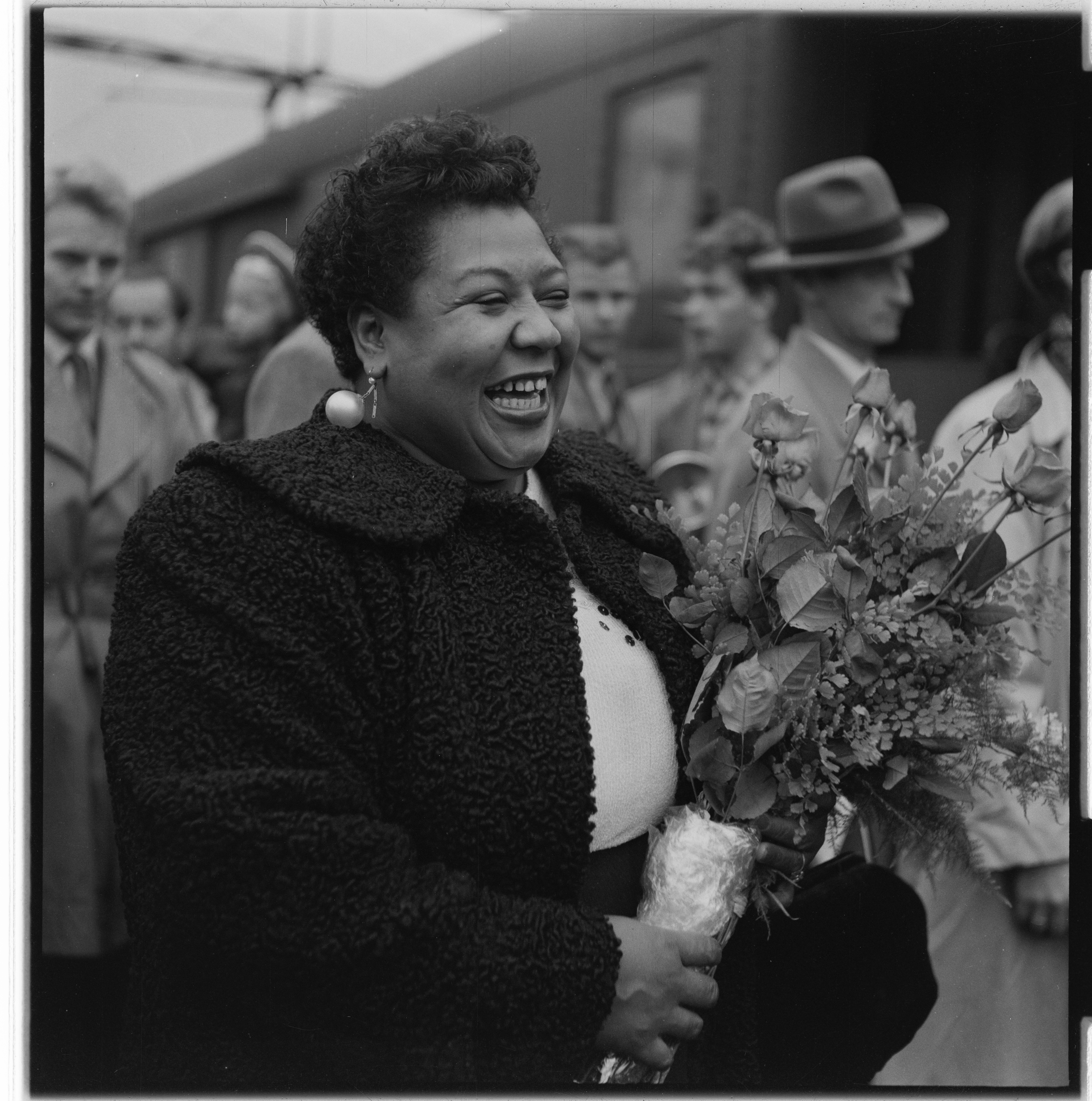
Louis Armstrong a Oslo e concerti, 1955.
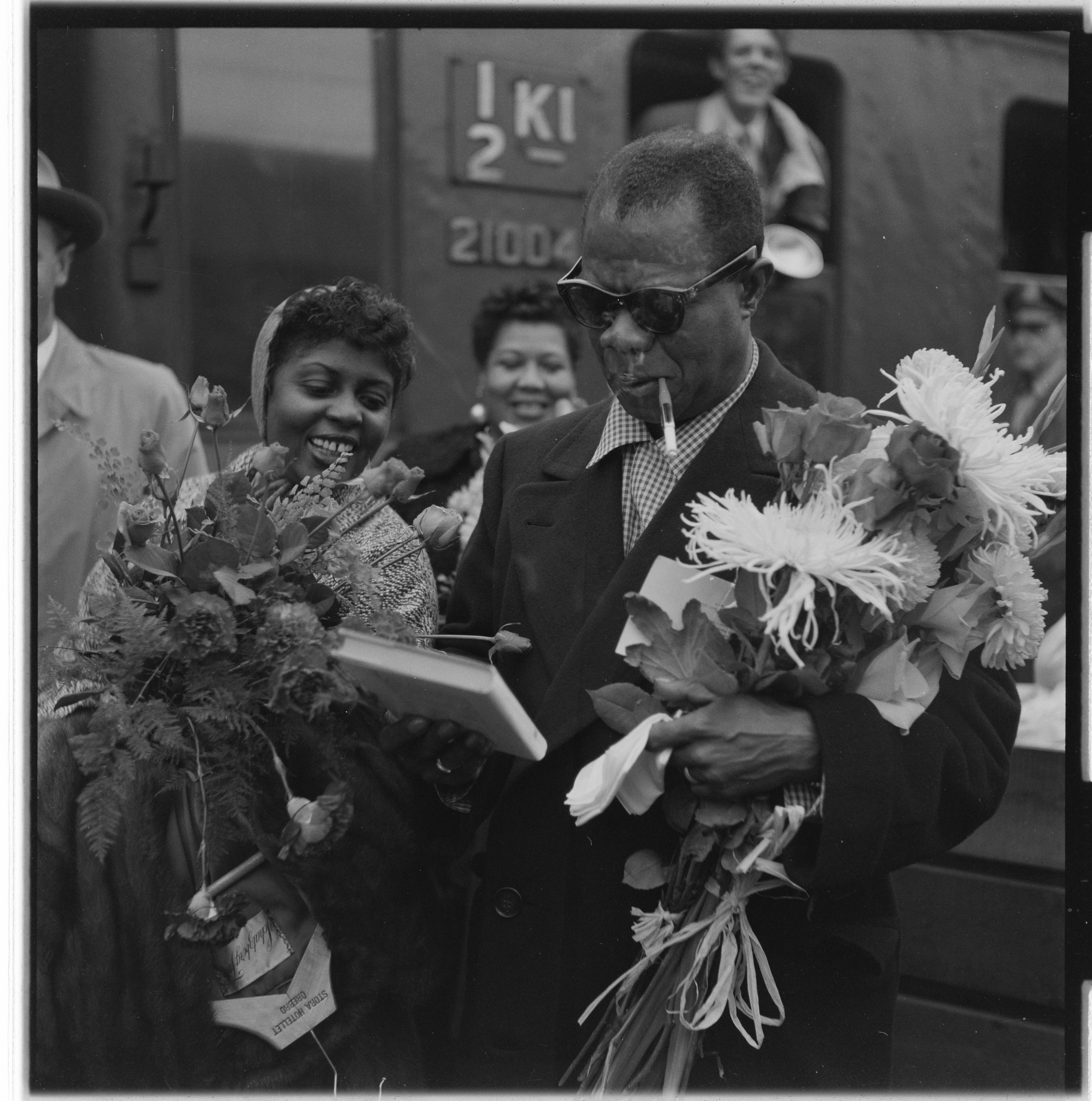
Louis Armstrong a Oslo e concerti, 1955.
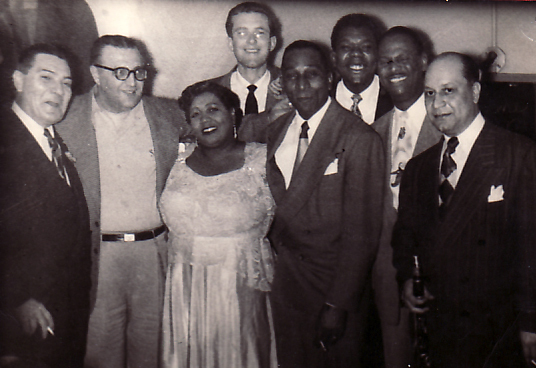
Da sinistra: Jack Teagarden, Sandy DeSantis, Velma Middleton, Fraser MacPherson, Cozy Cole, Arvell Shaw, Earl Hines, Barney Bigard. Al Supper Club Palomar, 17 marzo 1951.